# Aulacophora melanopus
Aulacophora melanopus là một loài bọ cánh cứng trong họ Chrysomelidae. Loài này được Blanchard miêu tả khoa học năm 1853.